# Figlio del Cielo

Figlio del Cielo era un titolo del Re Wu di Zhou, e dei successivi sovrani cinesi.

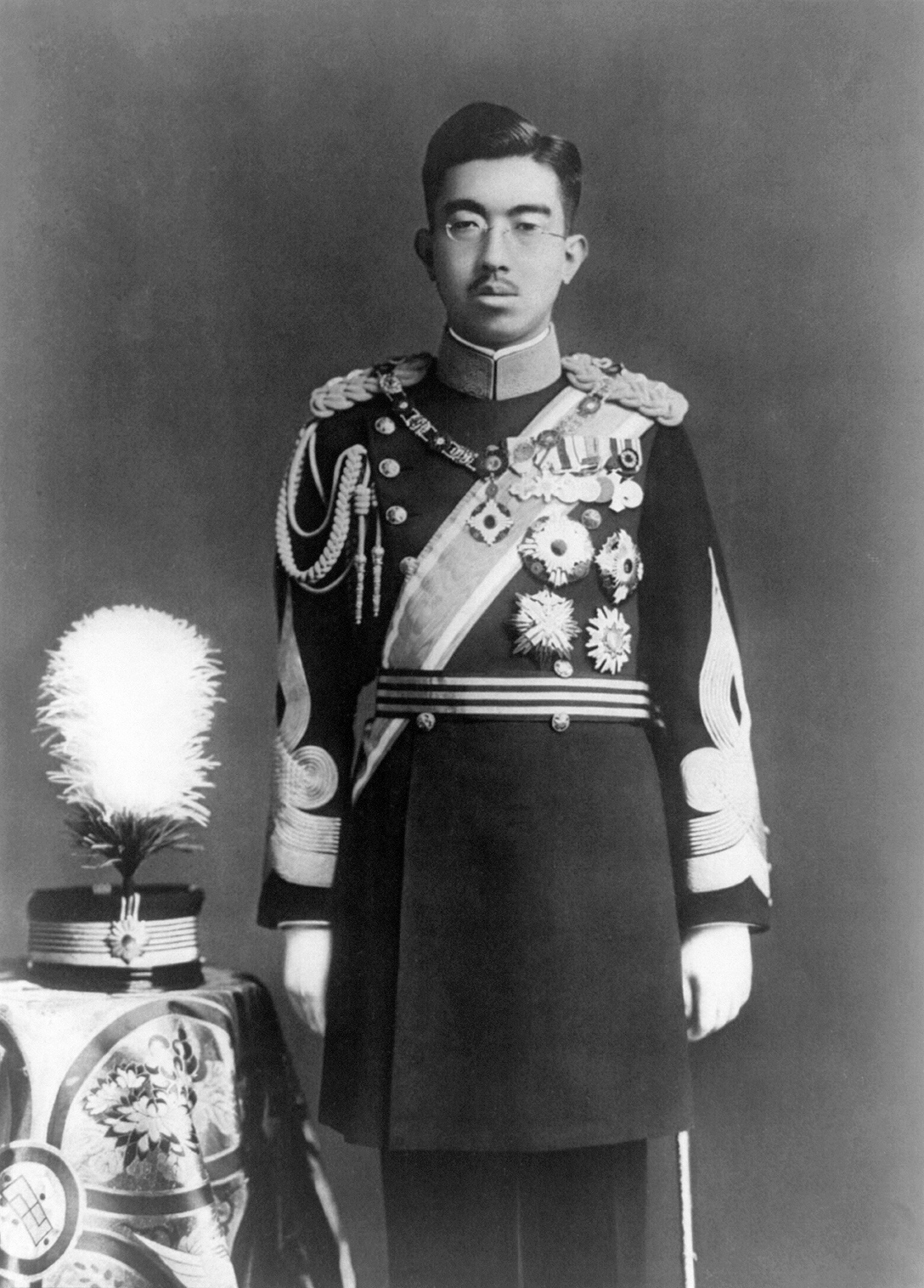
L'imperatore del Giappone governava come discendente divino della dea del sole Amaterasu.

Figlio del Cielo, o Tian Zi (zh. 天子T, TiānzǐP), era il titolo imperiale sacro dell'imperatore della Cina. Ebbe origine con l'antica dinastia Zhou ed era fondato sulla dottrina politica e spirituale del Mandato del Cielo. Il titolo imperiale secolare del Figlio del Cielo era "Imperatore della Cina".
Il titolo di "Figlio del Cielo" fu successivamente adottato da altri monarchi est-asiatici per giustificare il loro dominio.
Il Figlio del Cielo era il supremo imperatore universale, che governava il tianxia ("tutto sotto il cielo"). Il suo stato è reso nelle lingue occidentali mediante espressioni come "sovrano dell'universo intero" o "sovrano del mondo intero". Il titolo "Figlio del Cielo" era interpretato letteralmente soltanto in Cina e in Giappone, i cui monarchi erano appellati come semidei, divinità, o "dei viventi", scelti da tutti gli antichi dei e dee.

## Storia
Il titolo "Figlio del Cielo" deriva dal concetto di Mandato del Cielo, creato dai monarchi della dinastia Zhou per giustificare il fatto di aver deposto la dinastia Shang. Essi sostennero che il Cielo aveva revocato il suo mandato agli Shang e lo aveva dato agli Zhou come compensazione per la corruzione e il malgoverno degli Shang. Il Cielo conferiva il mandato a chiunque fosse più adatto a governare. Il titolo rendeva l'imperatore responsabile della prosperità e della sicurezza del suo popolo con la minaccia di togliergli il mandato.
L'antico titolo imperiale dei Cinesi Han, tianzi (天子?), "Figlio del Cielo", fu in seguito adottato dall'imperatore del Giappone durante il periodo Asuka di quel paese. Il Giappone inviò missioni diplomatiche in Cina, allora governata dalla dinastia Sui, e formò legami culturali e commerciali con la Cina. Lo stato di Yamato del Giappone modellò il suo governo sulla burocrazia imperiale confuciana cinese. Una missione giapponese del 607 d.C. consegnò un messaggio "dal Figlio del Cielo nella terra dove sorge il sole ... al Figlio del Cielo nella terra dove cala il sole". Ma il titolo di imperatore del Giappone era meno contingente di quello della sua controparte cinese; non c'era nessun mandato divino che avrebbe punito l'imperatore del Giappone per non aver governato con giustizia. Il diritto di governare dell'imperatore giapponese, disceso dalla dea del sole Amaterasu, era assoluto.
Anche i Vietnamiti adottarono il titolo, noto in vietnamita come Thiên tử (Chữ Hán: 天子). Un mandato divino dava all'imperatore vietnamita il diritto di governare, in base non alla sua stirpe ma alla sua competenza. L'adozione da parte del Vietnam di una burocrazia confuciana, alla quale sovrintendeva il Figlio del Cielo vietnamita, condusse alla creazione di un sistema tributario vietnmamita nel Sud-est asiatico, modellato sul sistema sinocentrico cinese in Asia orientale.
"Figlio del Cielo" era spesso uno dei vari titoli adottati dai monarchi est-asiatici. L'imperatore Taizong dei Tang deteneva il titolo cinese, "Figlio del Cielo", accanto al titolo centro-asiatico, Tengeri Qaghan ("Tenger Khan", o Imperatore simile a un dio), che aveva guadagnato dopo aver sconfitto i Tujue. I monarchi giapponesi parimenti usavano un secondo titolo, tennō (天皇? "Imperatore Celeste"), che, come "Figlio del Cielo", richiamava il collegamento dell'imperatore con il Cielo.
Sulla base di epitaffi che risalgono al IV e al V secolo, Goguryeo aveva concetti di Figlio del Cielo (天帝之子) e di tianxia indipendenti tra loro. I sovrani di Goryeo usavano i titoli di imperatore e Figlio del Cielo e posizionavano Goryeo al centro dell'Haedong ("Est del Mare") tianxia, che abbracciava il territorio storico del "Samhan", un altro nome per i Tre regni di Corea.